# 織田廣良
織田廣良（?—1562年）是日本戰國時代武將。父親是織田信康。美濃十九條城城主。別名與康、信益。織田信長的從兄弟。
以前與津田信益混同，應是不同人物。根據『織田系圖』記載，市之方是廣良的女兒。另外因為通稱是勘解由左衛門，因為有說法指是織田伊勢守家的養子。

## 生平
生年不詳。在織田信秀死後，與哥哥信清一同在犬山城保持獨自勢力，但是為了對抗尾張上四郡守護代，於是與信清一同投向織田信長，在浮野之戰和岩倉城攻略戰中支援信長。永祿5年（1562年）5月，為了進攻美濃，信長任命佐久間信盛為大將，開始建造城砦。
此時擔任前線十九條城的守將，而乘著因大雨而河川氾濫的美濃齋藤軍開始向十九條城攻撃，信長率領援軍渡過急流的河川，得知織田軍前來的齋藤軍在十四條（現今岐阜縣本巢市十四條）迎撃（十四條之戰），此時廣良擔當先陣奮戰，不過被齋藤方的野野村正成殺死。
墓所在愛知縣名古屋市西區中小田井善光寺的別院願王寺。